# Oxyacodon
L'ossiacodonte (gen. Oxyacodon) è un mammifero estinto, appartenente ai periptichidi. Visse nel Paleocene inferiore (circa 64 - 62 milioni di anni fa) e i suoi resti fossili sono stati ritrovati in Nordamerica.

## Descrizione
Questo animale doveva avere la taglia di un gatto; è però conosciuto principalmente per la dentatura e per frammenti di scheletro, ed è quindi impossibile ricostruirne fedelmente l'aspetto. Oxyacodon era dotato di molari e premolari semplici, dalla struttura bunodonte; erano piuttosto particolari per l'aspetto molto spigoloso dei tubercoli dentari. I pochi frammenti di scheletro conosciuti, tra cui il femore, hanno un aspetto vagamente simile a quello dei procreodi.

## Classificazione
Il genere Oxyacodon venne istituito nel 1895 da Osborn ed Earle; la specie tipo è Oxyacodon apiculatus, i cui fossili sono stati ritrovati in Montana, New Mexico, Utah e Wyoming. Altre specie attribuite al genere Oxyacodon sono O. agapetillus (inizialmente descritta da Edward Drinker Cope come una specie del genere Anisonchus), O. priscilla, O. ferronensis, O. archibaldi e O. marshater. I fossili di queste specie sono stati ritrovati in numerose aree degli Stati Uniti occidentali e in Canada.
Oxyacodon è stato attribuito variamente ai "condilartri" iopsodontidi o ai periptichidi; le revisioni più recenti, in ogni caso, indicano che questo animale era un membro insolito dei periptichidi, un gruppo di ungulati arcaici dalle dimensioni diverse (da quella di uno scoiattolo a quella di un montone). In particolare, Oxyacodon è raggruppato assieme all'affine Conacodon nella sottofamiglia Conacodontinae.